# Scutellina (molusco)
Scutellina é um género de pequenos moluscos gastrópodes marinhos, semelhantes a lapas, pertencente à família Phenacolepadidae. Alguns autores consideram Scutellina como sinónimo taxonómico de Phenacolepas Pilsbry, 1891.

## Espécies
O género Scutellina inclui as seguintes espécies:
- Scutellina gruveli Dautzenberg, 1929